# Вилајет Павли
Вилајет Павли је назив који су Турци по заузимању Босне користили за земљу Павловића у источној Босни. Вршећи административну подјелу области које освојили у састав новог Босанског санџака, Турци су се стриктно придржавали затеченог стања и подјеле тих области. Најстарији помен овог вилајета је у писаном акту нешто прије 1463. године код Дурсун–бега, те касније Асикпашазадеа из 1468. године гдје је поменута "Павловића Земље". Као турски вилајет помиње се у једном писму њеног дугогодишњег господара Иса–бега Исаковића. Он бег Исабеговић, био је први господар вилајета, имао је у Вишеграду велике посједе, зијамете.
У првом налету турске војске 1463. године освојене су земље Павловића. Падом Босне 1463. године, Турци су Земље Павловића назвали „Villajet Pavli” и подијелили је на 11 нахија (Вишеград, Добрун, Хртар, Бродар, Прачу звану Чаталџа, Волујак, Борач, Студена (јужни дио Хан Пијеска), Гласинац или Мокро, Пале и Оловци (Олово). Сједиште вилајета било је у Вишеграду.
Још су и прије 1463. године заузели стална упоришта у земљи Павловића; освојивши Брхбосну и Вишеград.
Босански санџак је крајем седме деценије 15. вијека био подјељен на шест вилајета и пет кадилука. Биле су то веће реорганизације у
административној и територијааној подјели Босне и Херцеговине, те су том приликом установљени:
- Вилајет и кадилук Нови Пазар
- Вилајет и кадилук Сарајево
- Вилајет и кадилук Брод
- Вилајет и кадилук Неретва
- Вилајет Павли
- Вилајет Ковач

Вилајети Ковач и Павли били су под јурисдикцијом Вишеградског кадилука.